# Larry Towell
Pour les articles homonymes, voir Towell.
Larry Towell est un photographe canadien, né en 1953.

## Biographie
Larry Towell est Canadien, et est né en 1953. Le fils d’un mécanicien, L. Towell a grandi dans une famille nombreuse dans les régions rurales de l’Ontario. Au cours de ses études en arts visuels à l’Université York de Toronto, il a reçu un appareil photo et a appris à traiter les films en noir et blanc.
Larry Towell est membre de l'Agence Magnum.

## Prix et récompenses
- 1996 : prix Oskar-Barnack.
- 2003 : prix Henri-Cartier-Bresson.
- 2005 : prix Nadar.

## Expositions
- No man's land, à la Fondation Henri Cartier-Bresson (2, impasse Lebouis, 75014 Paris) (15 avril - 4 août 2005) (exposition de photographies consacrées à la Palestine)